# Si jeunesse savait
Pour plus de détails, voir Fiche technique et Distribution.
Si jeunesse savait est un film français réalisé par André Cerf, sorti en 1948.

## Synopsis
Charles Vigne, banquier cossu, délivre Abdul, un bon génie emprisonné dans un vase. Pour le remercier, Abdul exauce son vœu : redevenir enfant, tout en conservant l'expérience qu'il a acquise. Mais la « disparition » du banquier affole les marchés financiers et amène des conséquences désastreuses pour la banque. Finalement, Charles Vigne demandera à Abdul de lui redonner son âge réel.

## Fiche technique
- Titre : Si jeunesse savait
- Réalisation : André Cerf
- Scénario : Raymond Bernard et André Cerf
- Dialogues : André Cerf et Marc-Gilbert Sauvajon
- Décors : Roger Briaucourt
- Photographie : Marc Fossard
- Montage : Charlotte Guilbert
- Son : Fernand Janisse
- Musique : Paul Misraki
- Directeur de production : Ralph Habib
- Sociétés de production : Ciné France et UGC - Union Générale Cinématographique
- Pays d'origine :  France
- Format : Noir et blanc - Mono - 35 mm
- Genre :  Fantastique[1]
- Durée : 95 minutes[1]
- Date de sortie :  France - 30 avril 1948

## Distribution
- Jules Berry : Charles Vigne
- Suzet Maïs : Mathilde
- Jean Tissier : Gégène
- Saturnin Fabre : Abdul
- Claude Bertin : le jeune Charles Vigne
- René Alié
- Christian Argentin : Vilmotte
- Paul Azaïs : Paulo
- Lucien Blondeau : l'antiquaire
- Félix Clody
- Max Dalban : P'tit Louis
- Olivier Darrieux : le bandit
- Philippe Dehesdin
- Monique Dubois
- Lucas Gridoux : le producteur
- Grégoire Gromoff
- Lucien Guervil
- Pierre Juvenet : Bajaudel
- Lucien Lambray
- Serge Lecointe
- Paul Lluis : le psychiatre
- Franck Maurice
- Arlette Merry : Martine
- Huguette Montréal : la nurse
- Robert Moor : le médecin
- Robert Pascal
- Jacqueline Plessis : la cliente
- Jacques Roussel : un actionnaire
- Pierre Sergeol : le bandit
- Sinoël : Gédéon
- Jacques Tarride : le professeur
- Jean Témerson : Fred
- René Therval
- Robert Vattier : Lucien Vigne
- Génia Vaury : Clairette
- Georges Vitray : Pons
- Armand Lurville